# Franco Watson
Franco Nahuel Watson (Córdoba, 25 luglio 2002) è un calciatore argentino, centrocampista dell' Huracán in prestito dal Lanús.

## Biografia
Ha origini italiane tramite un nonno originario di Palermo.

## Carriera
Watson è cresciuto nel settore giovanile dell'Instituto (C), dove ha debuttato il 16 febbraio 2019 nell'incontro di Primera B Nacional pareggiato 1-1 contro il Ferro Carril Oeste. Il 22 aprile 2022 ha firmato il suo primo contratto professionistico ed il 10 luglio ha realizzato la sua prima rete, siglando il gol del pari nel successo per 2-1 contro il San Martín (SJ).
Il 5 settembre 2023 è stato acquistato a titolo definitivo dal Lanús.

## Statistiche

### Presenze e reti nei club
Statistiche aggiornate al 28 marzo 2025.
| Stagione             | Squadra              | Campionato           | Campionato | Campionato | Coppe nazionali | Coppe nazionali | Coppe nazionali | Coppe continentali | Coppe continentali | Coppe continentali | Altre coppe | Altre coppe | Altre coppe | Totale | Totale | Totale |
| Stagione             | Squadra              | Comp                 | Pres       | Reti       | Comp            | Pres            | Reti            | Comp               | Pres               | Reti               | Comp        | Pres        | Reti        | Pres   | Reti   |        |
| -------------------- | -------------------- | -------------------- | ---------- | ---------- | --------------- | --------------- | --------------- | ------------------ | ------------------ | ------------------ | ----------- | ----------- | ----------- | ------ | ------ | ------ |
| 2018-2019            | Instituto (C)        | PBN                  | 9          | 0          | CA              | 0               | 0               | -                  | -                  | -                  | -           | -           | -           | 9      | 0      |        |
| 2019-2020            | Instituto (C)        | PBN                  | 0          | 0          | CA              | 0               | 0               | -                  | -                  | -                  | -           | -           | -           | 0      | 0      |        |
| 2020                 | Instituto (C)        | PBN                  | 3          | 0          | CA              | 0               | 0               | -                  | -                  | -                  | -           | -           | -           | 3      | 0      |        |
| 2021                 | Instituto (C)        | PBN                  | 15         | 0          | CA              | 0               | 0               | -                  | -                  | -                  | -           | -           | -           | 15     | 0      |        |
| 2022                 | Instituto (C)        | PBN                  | 25         | 6          | CA              | 0               | 0               | -                  | -                  | -                  | -           | -           | -           | 25     | 6      |        |
| 2023                 | Instituto (C)        | PD                   | 22         | 0          | CA+CdL          | 1+2             | 0               | -                  | -                  | -                  | -           | -           | -           | 25     | 0      |        |
| Totale Instituto (C) | Totale Instituto (C) | Totale Instituto (C) | 74         | 6          |                 | 3               | 0               |                    | -                  | -                  |             | -           | -           | 77     | 6      |        |
| 2023                 | Lanús                | PD                   | 0          | 0          | CA+CdL          | 0+3             | 0               | -                  | -                  | -                  | -           | -           | -           | 3      | 0      |        |
| 2024                 | Lanús                | PD                   | 0          | 0          | CA+CdL          | 1+1             | 0               | CS                 | 3                  | 1                  | -           | -           | -           | 5      | 1      |        |
| Totale Lanús         | Totale Lanús         | Totale Lanús         | 0          | 0          |                 | 5               | 0               |                    | 3                  | 1                  |             | -           | -           | 8      | 1      |        |
| 2024                 | Huracán              | PD                   | 8          | 0          | CA+CdL          | 1+0             | 0               | -                  | -                  | -                  | -           | -           | -           | 9      | 0      |        |
| 2025                 | Huracán              | PD                   | 5          | 0          | CA              | 1               | 0               | CS                 | 0                  | 0                  | -           | -           | -           | 6      | 0      |        |
| Totale Huracán       | Totale Huracán       | Totale Huracán       | 13         | 0          |                 | 2               | 0               |                    | 0                  | 0                  |             | -           | -           | 15     | 0      |        |
| Totale carriera      | Totale carriera      | Totale carriera      | 87         | 6          |                 | 10              | 0               |                    | 3                  | 1                  |             | -           | -           | 100    | 7      |        |